# Jean Garry Rubin
Jean Garry Rubin (19 dicembre 1989) è un calciatore haitiano, difensore dell'América des Cayes e della Nazionale haitiana.